# ایزدگشنسپ
ایزدگشنسپ یا یزدگشنسپ که در منابع بیزانسی او را Isdigousnas Zikh نوشته‌اند، اشراف ایرانی از خاندان اسپهدان و یکی از وزیران خسرو انوشیروان بود که می گویند نوین دخت مادر خسرو انوشیروان پسرش را مجبور کرد که او را وزیر خود کند زیرا می گویند، نوین دخت با ایزدگشنسپ معامله ای کرد و نوین دخت به بهانه فامیل بودن خسرو انوشیروان را مجبور کرد که او را وزیر و پیشکار خود کند.

## زندگی‌نامه
نام ایزدگشنسپ اولین بار در حین پادشاهی خسرو اول (انوشیروان)، به عنوان یکی از بلندپایه‌ترین اشخاص و قدرت‌مندترین اشراف که هم وزیر و هم پیشکار خسرو بوده، ذکر شده‌است. او برادری به نام فریبرز داشت که او هم مناصب والایی داشت. پروکوپیوس آنها را به این صورت توصیف می‌کند: «هر دوی آنها مهم‌ترین مناصب را دارند … و هر دو پست‌ترین ایرانیان به حساب آورده می‌شوند که به خاطر زیرکی و روش‌های خبیثانه شهرت دارند». حتی اینطور گفته شده‌است که خسرو از ایزدگشنسب به همراه دو تن از بزرگان بانفوذ دیگر به نام‌های سیما برزین و بهرام ماه آذر خواسته تا جانشین او شوند.
در طی جنگ لازی ایزدگشنسپ و فریبرز نقشی مهم را در تسخیر لازستان ایفا کردند. در طی مذاکرات صلح برای پایان جنگ، ایزدگشنسپ نقش سخنران ساسانیان را بر عهده داشت و پیمان‌نامه‌ای با بیزانسی‌ها بست که به موجب آن بیزانسی‌ها خراج سنگینی از طلا پرداخت کردند.
در سال ۵۴۷ میلادی خسرو که سخت مشتاق بدست آوردن دارا از دست بیزانسی‌ها بود، سعی کرد با فریب دادن آنها آن را تسخیر کند. او ایزدگشنسب را به عنوان یک دیپلمات به قسطنطنیه فرستاد، اما در واقع قرار بود ایزدگشنسپ در دارا توقف کند و به همراه نفرات پرشمار خود، شهر را تسخیر کند. با این حال این نقشه با تدبیر یکی از مشاوران بلیساریوس به نام جورج خنثی شد که گفته بود اگر ایزدگشنپ بخواهد وارد شهر شود باید تنها ۲۰ نفر از نفرات خود را به داخل بیاورد. آنگاه ایزدگشنسپ شهر را ترک کرد و مسیر خود را به طرف کنستانتینوپل ادامه داد و در آنجا مورد پذیرش دوستان جاستینیان قرار گرفت و او به ایزدگشنسپ هدایایی بخشید.
در ۵۷۳، در طی نبرد بیزانس-ساسانی ۵۷۲–۵۹۱، خسرو سپاهی به فرماندهی آذرماهان برای تسخیر سوریه فرستاد در حالی که خودش، به همراه فریبرز و برادر ایزدگشنسپ سپاهی را به طرف دارا می‌بردند و پس از چهار ماه شهر را تسخیر کردند. آذرماهان چندین شهر را در سوریه غارت کرد که افامیا هم جزو آنان بود. امپراتور بیزانس، یوستین دوم ظاهراً عقل خود را بر اثر این گرفتاری‌ها از دست داد و از سلطنت خلع شد. در ۵۷۹ میلادی، هرمز چهارم به جای خسرو بر تخت نشست که بعدها دستور قتل ۱۳٬۶۰۰ تن از اشراف از و مذهبیون از جمله ایزدگشنسپ را صادر کرد.